# 萊迪史密斯 (西開普省)

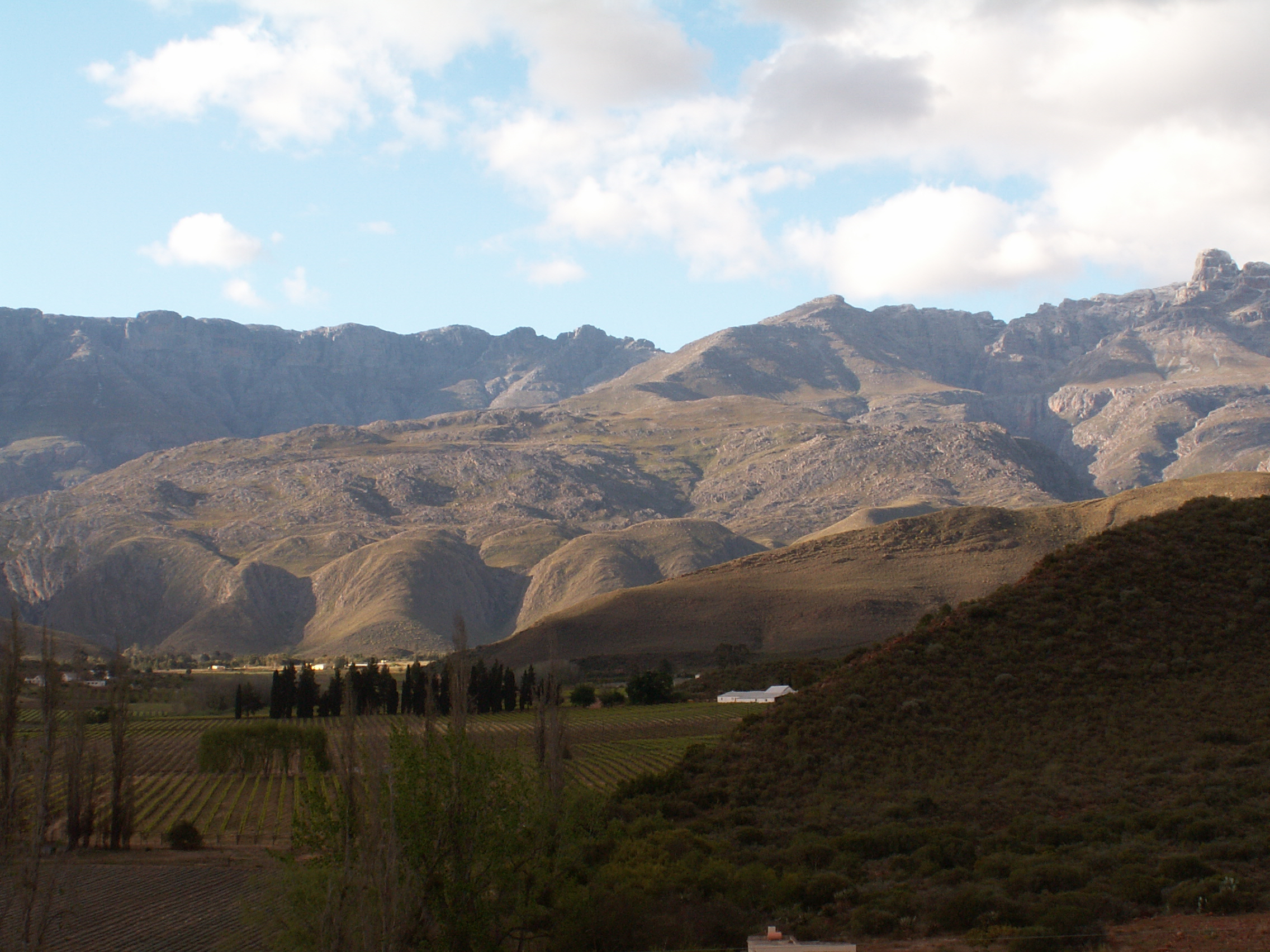

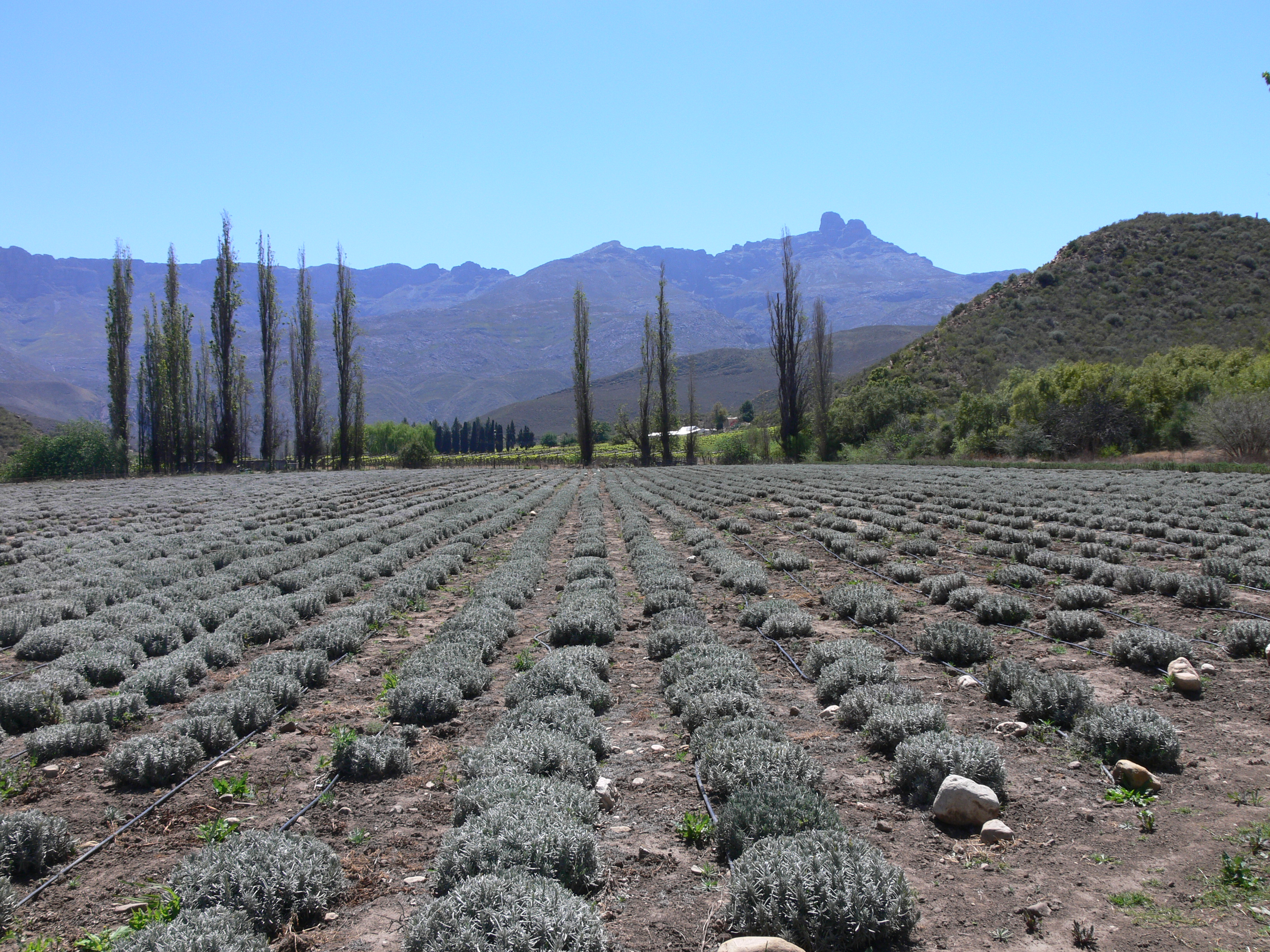

萊迪史密斯是南非的城鎮，位於該國南部，由西開普省負責管轄，距離蘭斯堡85公里，面積2.93平方公里，海拔高度550米，2001年人口5,442，人口密度每平方公里1,900人。

## 外部連結
- Ladismith, official page （页面存档备份，存于）